# 2K12 Kub
2K12 "Kub" (tiếng Nga: 2К12 "Куб"; tiếng Anh: cube) là hệ thống phòng không tên lửa đất đối không cơ động có tầm bắn từ thấp đến trung bình của Liên Xô. Hệ thống phòng không này, được thiết kế nhằm bảo vệ các lực lượng mặt đất và các mục tiêu quan trọng. 2К12 là tên định danh GRAU của hệ thống này. Tên ký hiệu NATO đối với hệ thống này là "Gainful" và tên định danh của Bộ Quốc phòng Mỹ là SA-6.
Mỗi khẩu đội 2K12 gồm một số xe đặc chủng, một xe mang radar 1S91 25 kW băng G/H công suất 25 kW (xe SURN, tên định danh NATO là "Straight Flush") có tầm hoạt động 75 km/47 dặm, trang bị một máy hỏi sóng liên tục, ngoài ra còn một hệ thống ngắm quang học. Khẩu đội tên lửa thường gồm 4 xe mang giá phóng (TEL), mỗi xe trang bị 3 đạn tên lửa và 4 xe tải mỗi xe mang 3 đạn tên lửa bổ sung và một cần cẩu. TEL dựa trên khung gầm của GM-578, trong khi xe radar 1S91 dựa trên khung gầm xe GM-568, tất cả được phát triển và chế tạo bởi MMZ.

## Phát triển
2K12 "Kub" được bắt đầu phát triển sau ngày 18 tháng 7 năm 1958, theo yêu cầu của Ủy ban Trung ương Đảng Cộng sản Liên Xô. Hệ thống được yêu cầu có thể tiêu diệt các mục tiêu trên không bay với vận tốc 420–600 m/s ở độ cao từ 100 m đến 7 km với tầm bắn có thể đạt tới 20 km, xác suất trung mục tiêu với quả đạn duy nhất đạt ít nhất là 0,7.
Việc thết kế hệ thống này là trách nhiệm của Viện nghiên cứu khoa học về thiết kế công cụ Tikhomirov (NIIP). Ngoài NIIP còn có vài phóng thiết kế khác tham gia vào việc chế tạo hệ thống tên lửa Kub, bao gồm MMZ (hiện nay là công ty cổ phần Metrowagonmash) thiết kế và sản xuất khung gầm của các hệ thống tự hành. Rất nhiều các phòng thiết kế sau này đã tiếp tục hợp tác với NIIP để phát triển hậu duệ của 2K12 "Kub", đó là 9K37 "Buk"
Hệ thống Kub đã bắn hạ mục tiêu trên không đầu tiên vào ngày 18 tháng 2 năm 1963 trong cuộc nghiệm thu nhà nước tại trường bắn thử nghiệm pháo binh Donguz (tiếng Nga: Донгуз). Mục tiêu là một máy bay ném bom Ilyushin Il-28.
Hệ thống bắt đầu được thử nghiệm kéo dài từ năm 1959 đến 1966, sau khi vượt qua những khó khăn kỹ thuật về sản xuất, hệ thống 2K12 "Kub" đã được chấp nhận trang bị vào ngày 23 tháng 1 năm 1967 và được trang bị cho các đơn vị trong cùng năm 1967. Đôi khi người ta cho rằng hệ thống phòng không hải quân M-11 Shtorm (SA-N-3) là một phiên bản của 3M9, nhưng điều này không phải trong trường hợp này, M-11 Shtorm là một hệ thống riêng biệt và điều khác thường đối với hệ thống tên lửa đất đối không của Nga là M-11 Shtorm không có biến thế trang bị cho các đơn vị lục quân.
2K12 "Kub" được đề nghị hiện đại hóa vào năm 1967 với mục tiêu cải thiện các đặc tính chiến đấu (tầm bắn xa hơn, cải thiện khả năng ECCM, thời gian triển khai hoạt động). Một biến thể hiện đại hóa trải qua các cuộc thử nghiệm cấp nhà nước vào năm 1972 và được chấp nhân vào năm 1973 với tên định danh "Kub-M1". Hệ thống trải qua một đợt hiện đại hóa nữa từ năm 1974 đến 1976, các đặc tính chiến đấu chung của hệ thống cũ đã được cải tiến trong biến thể "Kub-M3", Kub-M3 đã vượt qua các cuộc thử nghiệm và được trang bị vào năm 1976.
Sự phát triển chính cuối cùng của hệ thống tên lửa Kub đã đạt được trong quá trình phát triển người kế nhiệm của nó, đó là hệ thống 9K37 "Buk" vào năm 1974. Dù Buk là hệ thống kế thừa của Kub, người ta quyết định cả hai hệ thống có thể chia sẻ một số khả năng tương kết, kết quả của quyết định này là hệ thống "Kub-M4". Kub-M4 sử dụng các thành phần của Kub-M3, có thể nhận thông tin điều khiển hỏa lực tiêu diệt mục tiêu từ xe mang radar và ống phóng 9А310 (TELAR) của hệ thống 9K37 Buk. Khả năng tương tác với nhau là một lợi thế trong việc tăng số lượng các kệnh điều khiển hỏa lực và các đạn tên lửa sẵn sàng chiến đấu cho mỗi hệ thống cũng như đưa vào hoạt động nhanh hơn đối với các thành phần của hệ thống Buk. Kub-M4 được trang bị năm 1978 sau khi hoàn thành các cuộc nghiệm thu cấp nhà nước.
Một số sự giải thích phát triển ban đầu của hệ thống tên lửa Buk cho rằng hệ thống này sử dụng rất nhiều thành phần của hệ thống Kub bao gồm cả đạn tên lửa 3M9.
Có rất nhiều kết hoạch để tích hợp một tên lửa dẫn đường bằng radar chủ động vào hệ thống Kub. Ví dụ, Ba Lan phát triển dự án trang bị cho Kub tên lửa Sparrow và được giới thiệu tại triển lãm quốc phòng MSPO 2008 ở Kielce. Vympel cũng có kế hoạch sử dụng tên lửa không đối không RVV-AE để hiện đại hóa hệ thống SAM Kvadrat.

## Miêu tả

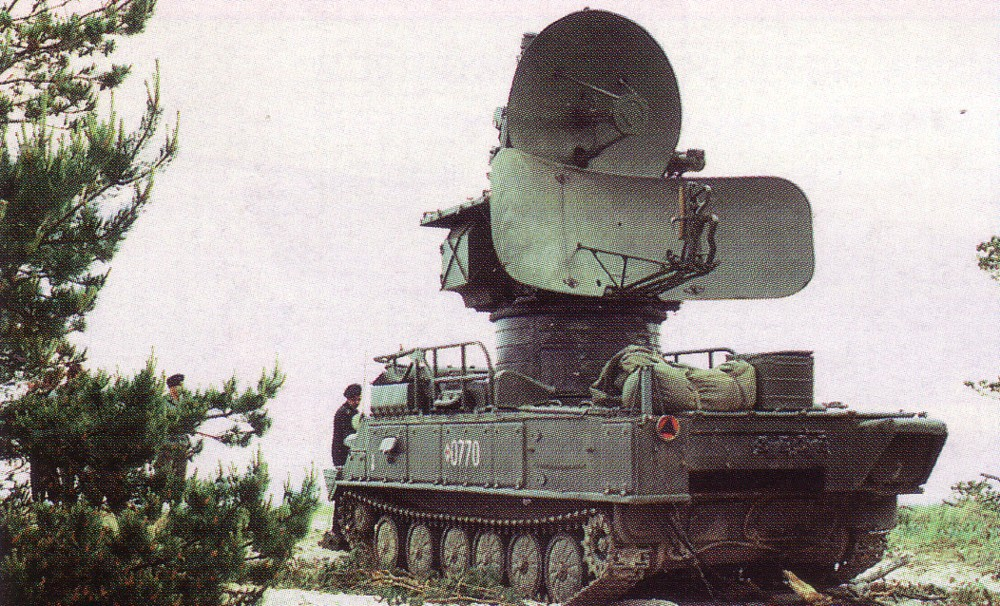
Xe mang radar của hệ thống Kub

Hệ thống 2K12 có chung rất nhiều thành phần hợp thành với hệ thống 2K11 Krug (SA-4). Chúng được thiết kế để bổ sung cho nhau; 2K11 có hiệu quả tiêu diệt các mục tiêu bay cao và tầm bắn xa, trong khi 2K12 tiêu diệt các mục tiêu bay thấp và trung bình và có tầm bắn trung bình.
Hệ thống có thể phát hiện và bắt đầu theo dõi mục tiêu nhờ sử dụng đài radar 1S91 (NATO: "Straight Flush") có tầm hoạt động 75 km (47 dặm) và bắt đầu chiếu mục tiêu và điều khiển tên lửa ở tầm 28 km (17 dặm). Khả năng phân biệt địch ta cũng được trang bị cho radar này. Đài radar này có thể điều khiển một hoặc hai tên lửa bay đến một mục tiêu cùng lúc. Tên lửa vào pha đầu được điều khiner bằng lệnh và pha cuối bằng radar bán chủ động (SARH), việc chiếu mục tiêu nhờ vào đài radar "Straight Flush". Đầu đạn được kích nổ bằng ngòi nổ chạm hoặc ngòi nổ cận đích. Ở các kiểu mới nhất, xe mang đài radar còn được trang bị một hệ thống bám mục tiêu quang học cho phép bắt bám mục tiêu không cần sử dụng radar (do phải tránh phát xạ tín hiệu tần số vô tuyến hoặc do nhiễu mạnh) trong các trường hợp này độ cao hiệu quả bị giới hạn xuống còn 14 km/46000 ft. Tốc độ mục tiêu tối đa trong khoảng Mach 2 cho đối đầu trực diện và Mach 1 đối với bám đuôi mục tiêu. Tốc độ cực đại của tên lửa là khoảng Mach 2.8.
Trái ngược với tên lửa Patriot hiện đại hoặc ngay cả những hệ thống đơn giản như Hawk của quân đội Mỹ, hầu hết các hệ thống Kub được lắp đặt trên các xe tự hành bánh xích, thay vì kéo hoặc gắn trên xe tải, và xe mang ống phóng hoặc xe điều khiển có thể được triển khai chiến đấu chỉ trong 15 phút sau khi thay đổi địa điểm.

### Tên lửa
Tên lửa có tầm bắn hiệu quả trong khoảng 3 đến 24 km (2–15 dặm) và độ cao hiệu quả là 50 – 12.000 m (164–39.370 ft), cao hơn đáng kể so với yêu cầu thiết kế ban đầu. Trọng lượng tên lửa là 599 kg (1321 lb) và đầu đạn nặng 56 kg (123 lb). Vận tốc lớn nhất mà tên lửa đạt được xấp xỉ Mach 2.8. Tên lửa có hai động cơ, một động cơ đẩy phụ và một động cơ chính.
Năm 1977 một phiên bản mới là 3M9M1 (tên định danh của Mỹ là: SA-6B) đã được chế tạo, với ba tên lửa được gắn lên một khung gầm khác (giống như 9K37 "Buk", sự thay thế hiệu quả cho 2K12) với một radar điều khiển tên lửa "Fire Dome" đi cùng.
Một nâng cấp khác được thực hiện để thay thế tên lửa 2K12 bằng loại tên lửa 2K12E và hệ thống này được gọi là Kvadrat ("Квадрат", nghĩa là hình vuông). Tên gọi này xuất phát từ mô hình bố trí phổ biến nhất của các xe quân sự của tổ hợp 2K12, khi radar 1S91 được đặt ở trung tâm và 4 xe Tel 2P25 đặt ở đỉnh của một hình vuông xung quanh radar.

### Các loại radar bổ sung
2K12 có thể được sử dụng ở mức trung đoàn, nếu sử dụng như vậy nó cần kết hợp với một số các hệ thống radar khác để mở rộng phạm vi tìm kiếm ở tầm xa và độ cao thấp, ngoài radar 1S91 "Straight Flush" đã có sẵn. Các hệ thống bổ sung bao gồm:
- P-12 "Spoon Rest", đài radar cảnh báo sớm dải sóng VHF (cũng dùng cho hệ thống SA-2), tầm hoạt động 200 kilômét (120 mi).
- P-40 "Long Track", đài radar cảnh báo sớm băng E (cũng dùng cho hệ thống SA-4 và SA-8, tầm hoạt động 370 kilômét (230 mi).
- P-15 "Flat Face A", đài radar cảnh báo sớm dải sóng UHF (cũng dùng cho hệ thống SA-3, tầm hoạt động 150 kilômét (93 mi).
- "Thin Skin" hay "Side Net", đài radar đo cao băng E (cũng dùng cho hệ thống SA-2, SA-4 và SA-5, tầm hoạt động 240 km/148 dặm)
- "Score Board" radar phân biệt địch ta

Các đài radar "Spoon Rest" và "Thin Skin" được đặt trên xe tải, đài radar "Long Track" đặt trên xe bánh xích (AT-T hoán đổi) và đài radar "Flat Face" đặt trên xe van.
Nếu không có xe radar cơ động P-40 "Long Track", 2K12 không thể theo dõi máy bay trên độ cao lớn.

## Lịch sử hoạt động

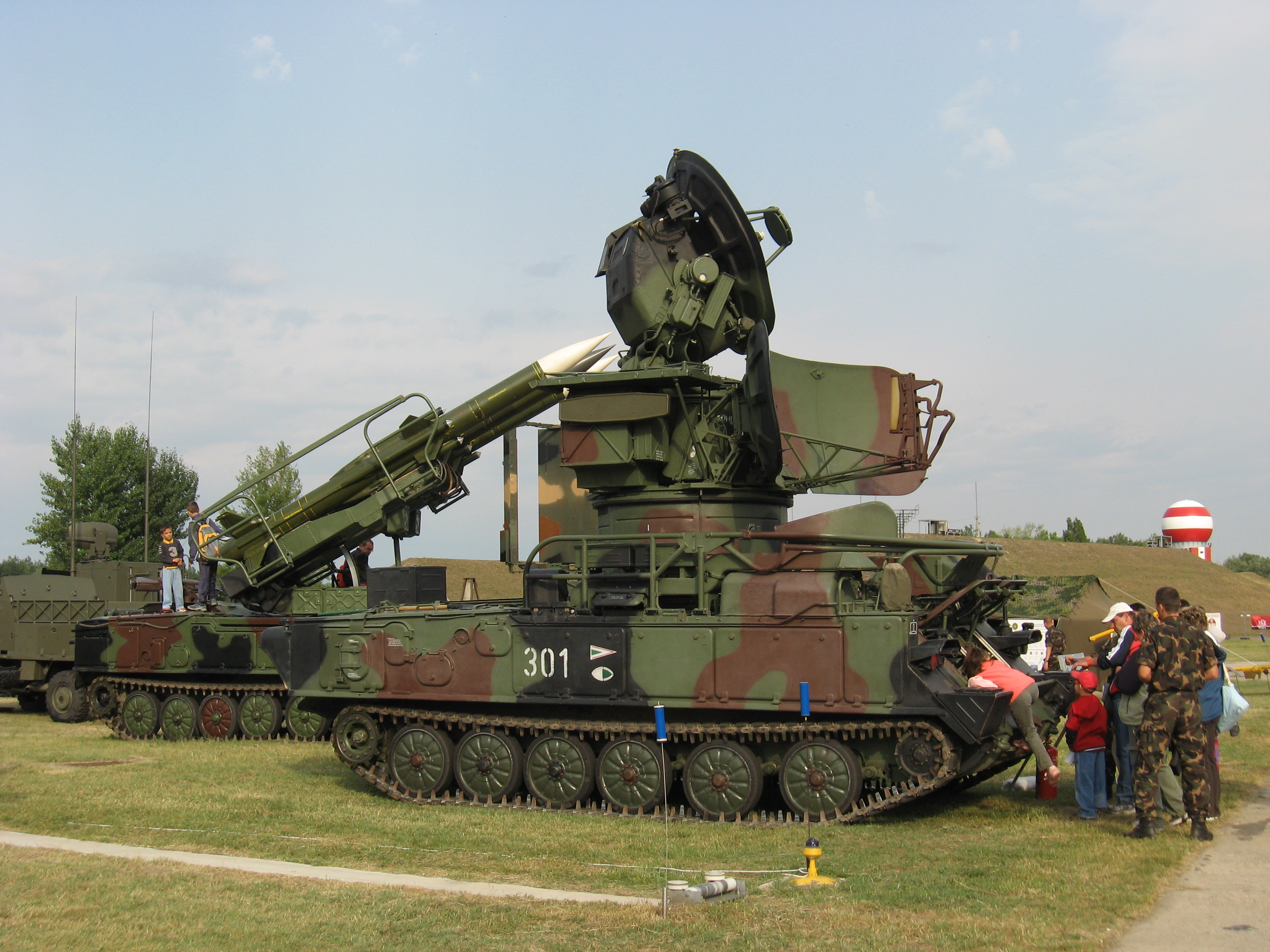
Radar 1S91.

SA-6 lần đầu tham chiến trong Chiến tranh Yom Kippur năm 1973 và nó đã đạt hiệu quả chiến đấu cao, bắn rơi vài chục máy bay chiến đấu của Israel.
Tuy nhiên, năm 1975, Chính phủ Ai Cập của Tổng thống Anwar Sadat, vì muốn lấy lòng phương Tây nên đã cho phép Mỹ tiếp cận toàn bộ những vũ khí mà Liên Xô bán cho quân đội Ai Cập. Kết quả là Mỹ đã nắm khá rõ tính năng của loại tên lửa SA-6, khiến các nước cũng sử dụng SA-6 (như Syria, Iraq, Nam Tư) gặp rất nhiều bất lợi khi tác chiến với máy bay Mỹ - Israel vào thập niên 1980 - 1990 Sự phản bội, tiết lộ bí mật của Ai Cập đã khiến hiệu suất chiến đấu của SA-6 đã bị sụt giảm đáng kể so với trước.
Trong quân đội Liên Xô/Nga, SA-6 đã hoàn toàn bị thay thế bởi Hệ thống tên lửa Buk (SA-17) tiên tiến hơn. Tuy nhiên, quân đội nhiều nước vẫn tiếp tục duy trì SA-6 trong biên chế. Vì đây là loại tên lửa đã 50 năm tuổi, nên một số nước đã tiến hành nâng cấp SA-6 theo những công nghệ mới để đáp ứng nhu cầu trong tác chiến phòng không hiện đại.

### Trung Đông

#### Chiến tranh Yom Kippur
Tổ hợp 2K12 đã gây bất ngờ cho Israel trong Chiến tranh Yom Kippur năm 1973. 2K12 đã được sử dụng để bảo vệ không phận chiến trường. Tổ hợp này có sức cơ động lớn đã gây thiệt hại lớn đối với loại máy bay A-4 Skyhawk bay chậm và thậm chí cả F-4 Phantom, tạo thành một chiếc ô bảo vệ cho cứ điểm. Thiết bị cảnh báo radar (RWR) trên máy bay của Israel đã không báo động cho phi công khi máy bay bị radar bắt bám. Các phi công gọi 2K12 là "Three Fingers of Death" (Ba ngón tay của thần chết).
Tổ hợp 2K12 có hiệu suất chiến đấu cao đối với các mục tiêu bay thấp, và tên lửa có đầu dò bán chủ động nên có tỉ lệ tiêu diệt mục tiêu cao hơn so với các tổ hợp SA-2 và SA-3. Số lượng máy bay bắn rơi trong chiến tranh hiện vẫn đang còn là tranh cãi. Theo nguồn của Ả Rập và Nga, 95 quả SA-6 đã được sử dụng bắn hạ 65 máy bay của Israel. Nguồn của Israel và Mỹ công nhận khoảng 102 chiếc máy bay đã bị SA-2, SA-3 và SA-6 bắn hạ. Dù nguồn nào chính xác hơn thì 2K12 / SA-6 vẫn chứng tỏ là tổ hợp phòng không hiệu quả nhất trong ba loại tên lửa phòng không mà quân Ả Rập được trang bị.

#### Chiến tranh Liban 1982

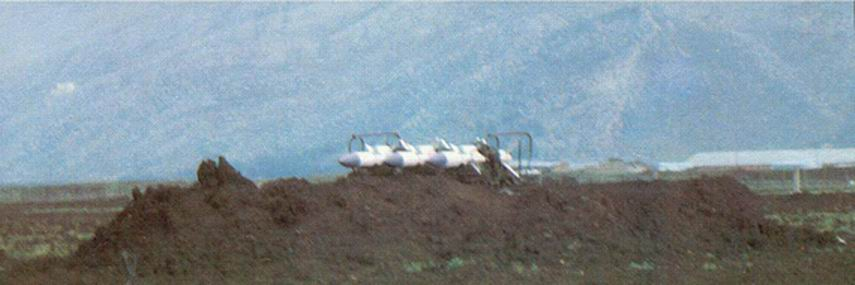
Xe đặc chủng mang tên lửa của tổ hợp SA-6 gần đường nối Beirut-Damascus, đầu năm 1982.

Ai Cập là quốc gia được Liên Xô bán cho loại tên lửa này vào đầu thập niên 1970. Điều bất ngờ là đến năm 1975, Chính phủ Ai Cập của Tổng thống Anwar Sadat đã quay sang ủng hộ phương Tây, ông ta đã cho phép Mỹ tiếp cận toàn bộ những vũ khí mà Liên Xô bán cho quân đội Ai Cập. Kết quả là Mỹ đã nắm khá rõ tính năng của loại tên lửa SA-6, khiến các nước sử dụng SA-6 (như Syria, Iraq, Nam Tư) gặp rất nhiều bất lợi khi tác chiến với máy bay Mỹ - Israel vào thập niên 1980 - 1990
Syria đã triển khai SA-6 trong xung đột ở Liban vào giữa năm 1982 chống lại Không quân Israel. Tuy nhiên, tính năng của SA-6 đã bị Ai Cập tiết lộ cho Mỹ từ trước đó vài năm như đã nêu trên Nhờ các thông tin do Mỹ cung cấp, Không quân Israel có thể triển khai Chiến dịch Mole Cricket 19, sử dụng các biện pháp gây nhiễu điện tử và thay đổi chiến thuật nhằm chế áp các hệ thống SAM tại Thung lũng Beqaa. Trong chiến dịch này, nhiều hệ thống SA-6 cùng với SA-2 và SA-3 của Syria đã bị tiêu diệt chỉ trong một ngày, trong khi chỉ gây được thiệt hại nhỏ cho không quân Israel.
SA-6 cũng tỏ ra là một mối đe dọa cho Mỹ và không quân Pháp hỗ trợ cho lực lượng gìn giữ hòa bình 1982-1983.

### Libya
Hệ thống SA-6 đã được triển khai bởi Libya trong tranh chấp biên giới với Chab và chung minh là một mối đe dọa cho máy bay Pháp, tuy nhiên vào ngày 7 tháng 1 năm 1987, Pháp đã thành công khi phá hủy đài radar của SA-6 tại vùng Faya Largeau bằng máy bay SEPECAT Jaguar trang bị tên lửa chống radar Martel.
Vào tháng 3, những chiến binh nổi loạn người Chad đã chiếm giữ căn cứ không quân Ouadi Doum và bắt giữ được một số lượng các trang thiết bị vũ khí hạng nặng sử dụng để phòng không cho căn cứ. Hầu hết các thiết bị này đã được chuyển đến Pháp và Mỹ, nhưng một số hệ thống SA-6 vẫn ở lại Chad.
Với thảm họa này, sự chiếm đóng của Libya ở phía bắc Chad - và việc sáp nhập dải đất Aouzou - chấm dứt vào ngày 30 tháng 3, cũng là lúc các căn cứ ở Faya Largeau và Aouzou bị bỏ rơi. LARAF hiện nay đã có một nhiệm vụ hoàn toàn khác: những chiếc Tu-22B đã tấn công các căn cứ bị bỏ rơi và phá hủy nhiều trang thiết bị bỏ lại càng nhiều càng tốt. Cuộc tấn công đầu tiên như vậy diễn ra vào tháng 4, và chúng tiếp tục đến tận 8 tháng 8 năm 1987, khi 2 chiếc Tu-22B đã cố gắng tấn công Aouzou, nhưng đã bị phục kích bởi một khẩu đội SA-6 bị bắt giữa bởi Quân đội Chad, và một chiếc máy bay ném bom đã bị bắn hạ.

### Iraq
Một chiếc F-16 của USAF (số đuôi 87-228) đã bị bắn hạ vào ngày 19 tháng 1 năm 1991 bởi một tên lửa SA-6. Đây là chiếc máy bay thứ 10 mất trong Chiến dịch Bão táp Sa mạc. Phi công là đại úy Harry 'Mike' Roberts, đã nhảy dù an toàn nhưng bị bắt làm tù binh. Máy bay đang thực hiện phi vụ tấn công tòa nhà sở chỉ huy phòng không ở Baghdad. Nó đã bay 4 phi vụ chiến đấu trước khi bị bắn hạ.. 2 ngày trước đó, một chiếc B-52G đã bị hư hại bởi một tên lửa SAM có thể là bởi SA-6 hoặc SA-3.
Trong mọi trường hợp, các mối đe dọa từ SA-6 đã được kiểm soát bởi các thiết bị tác chiến điện tử của Quân đồng minh, nhưng các hệ thống tên lửa SA-2 và SA-3 cũ hơn đã bắn hạ một số máy bay của quân đồng minh.

### Algeria
Trong chiến tranh giành độc lập của Tây Sahara chống Maroc, Algeria cung cấp cho quân khởi nghĩa một số tên lửa SA-6. Chúng đã bắn rơi ít nhất 1 chiếc F-5A của Maroc (tháng 1/1976). Tháng 1/1985, SA-6 của chính Algeria đã hạ 1 chiếc tiêm kích Mirage F1 của Maroc.

### Bosnia
Tháng 4/1994, SA-6 bắn rơi 01 chiếc AV-8 Harrier FRS1 cất cánh từ tàu sân bay HMS Ark Royal của Anh (nguồn khác cho rằng chiếc máy bay này bị tên lửa phòng không vác vai SA-14 bắn hạ).
Lực lượng quân đội Republika Srpska đã sử dụng các hệ thống SA-6 nâng cấp để bắn hạ thành công chiếc F-16 của Không quân Mỹ do Scott O'Grady điều khiển vào năm 1995 và ít nhất một chiếc MiG-21, 2 đến 3 chiếc An-2 của Không quân Croatia sử dụng để ném bom ban đêm với loại bom 100 kg.
Một chiếc Mi-17 đã bị bắn hạ bởi Kub vào ngày 28 tháng 5, giết chết bộ trưởng Irfan Ljubijankić của Bosnia, một vài chính trị gia và tổ lái trực thăng người Ukraina.
Trong cuộc không kích của NATO vào Nam Tư năm 1999, tính cơ động của SA-6 đã giúp nó có khả năng sinh tồn cao trước các đòn đánh của máy bay địch. Quân NATO đã phóng hơn 400 quả tên lửa đối đất AGM-88, song chỉ có 3 dàn radar SA-6 bị trúng đạn. Theo tướng Spasoje Smiljanjić, SA-6 của Nam Tư đã phóng 70 tên lửa, chắc chắn đã bắn hạ 1 máy bay và 2 máy bay không người lái của NATO, ngoài ra SA-6 có thể đã hạ thêm 13 máy bay và 2 trực thăng khác của NATO (trong toàn chiến dịch, NATO công nhận 3 chiếc máy bay, 2 trực thăng và 47 chiếc máy bay không người lái đã bị Nam Tư bắn hạ).

### Syria
Trong trận đánh trả cuộc tập kích bằng 105 tên lửa hành trình của Anh-Pháp-Mỹ nhằm vào Syria ngày 14/4/2018, phòng không Syria đã sử dụng các tổ hợp SA-3, SA-6, 9K33 Osa, SA-17 và Pantsir-S1, tổng cộng đã bắn hạ 71 trong tổng số 105 tên lửa hành trình của đối phương. 11 trong số 21 tên lửa phóng từ các tổ hợp SA-6 đã diệt mục tiêu thành công, bắn hạ 11 tên lửa hành trình đối phương

## Nâng cấp
Tại Nga, SA-6 đã được thay thế bằng các hệ thống tên lửa đối không hiện đại hơn như Hệ thống tên lửa Buk-M1/2/3. Nhưng bên cạnh đó, nhiều quốc gia vẫn tiếp tục duy trì SA-6 trong biên chế quân đội. Do vậy, Nga cùng với Cộng hòa Séc vẫn giới thiệu các gói nâng cấp dành cho SA-6, mang lại một năng lực tác chiến mới cho hệ thống này nhằm hướng tới mục đích xuất khẩu.
Nga đã giới thiệu gói nâng cấp tổng thể cho SA-6 bao gồm, nâng cấp máy tính điều khiển, khả năng kháng nhiễu của hệ thống, đặc biệt đề xuất trang bị đầu dò radar chủ động 9B-1103M-350 của tên lửa AA-12 Adder cho tên lửa 9M9, cung cấp khả năng khóa mục tiêu có diện tích phản hồi radar RCS 5m2 ở cự ly 40 km.
Cộng hòa Séc đề xuất nâng cấp phần cứng và phần mềm cho radar 1S91 với khả năng phát sóng kỹ thuật số, cung cấp độ nhạy 75 dB, radar sau nâng cấp có khả năng phát sóng ngắt quãng giúp hệ thống đối phó hiệu quả với các tên lửa chống radar kiểu Shrike.
Hungary đưa ra một gói nâng cấp nhỏ là trang bị bổ sung thêm hệ thống tìm kiếm chỉ thị mục tiêu quang - hồng ngoại WZU-2 hoạt động bất kể ngày đêm. WZU-2 được lắp bên cạnh radar chiếu rọi mục tiêu 1S31 (thuộc đài điều khiển 1S91). Buồng điều khiển được bổ sung thêm màn hình hiển thị kỹ thuật số cung cấp các dữ liệu về mục tiêu do hệ thống quang - hồng ngoại thu được, mang lại khả năng tấn công mục tiêu trong điều kiện đêm tối hoặc trong trường hợp radar điều khiển hỏa lực bị gây nhiễu nặng. Ngoài ra, các thành phần hệ thống (radar, tên lửa) của 2K12 Kub vẫn giữ nguyên.
Cộng hòa Czech đưa ra một gói nâng cấp khác chủ yếu tập trung vào radar điều khiển hỏa lực. Gần như toàn bộ đài điều khiển hỏa lực 1S91 đã được nước này thiết kế lại, với cái tên dài hơn 1S91SURN CZ, được chuyển sang sử dụng công nghệ bán dẫn, các tần số hoạt động đều được thay đổi. Hệ thống hoạt động dựa trên nền tảng kỹ thuật số hoàn toàn trong phát hiện, bám bắt và chiếu xạ mục tiêu dẫn hướng cho tên lửa. Buồng điều khiển hiện đại với 2 màn hình hiển thị kỹ thuật số cung cấp đầy đủ các tham số về mục tiêu. Ê kíp chiến đấu giảm xuống chỉ còn 3 người. Hệ thống sau nâng cấp sử dụng đạn tên lửa đối không 3M9M với tầm bắn tăng lên 35 km, tầm cao 20 km.
Năm 2011, Nga đã giới thiệu gói nâng cấp mới cho SA-6 của Ai Cập bao gồm bổ sung kênh theo dõi và dẫn hướng quang học, nâng cấp radar và hệ thống kiểm soát bắn, thay thế tên lửa 3M9 bằng tên lửa 9M317E. Tính năng của hệ thống sau nâng cấp như sau:
- Số mục tiêu theo dõi tăng từ 6 lên 12 mục tiêu
- Hệ thống có khả năng theo dõi và phân loại các mục tiêu trên không như máy bay, trực thăng, tên lửa hành trình, cũng như các mục tiêu trên không khác.
- Các màn hình LCD độ phân giải cao thay thế cho các đồng hồ số cung cấp một cái nhìn toàn cảnh về mục tiêu và các hệ thống liên quan.
- Hệ thống kiểm soát bắn với bộ vi xử lý kỹ thuật số có khả năng dẫn hướng cho hai tên lửa tấn công hai mục tiêu riêng biệt cùng lúc.
- Trang bị tên lửa 9M317E (biến thể xuất khẩu của tên lửa 9M317 thuộc hệ thống Buk-M2) với tầm bắn hiệu quả tăng từ 4–25 km tới 3–42 km, tầm cao hiệu quả tăng từ 300m-14 km lên 150m-25 km. Tốc độ của tên lửa tăng từ 600m/giây lên 1.200m/giây, khả năng hứng chịu ứng suất trọng trường của tên lửa tăng từ 7-8g lên 10-21g, xác suất tiêu diệt mục tiêu tăng lên đến 95%. Khối lượng tên lửa tăng từ 670 kg lên 720 kg, khối lượng đầu đạn từ 57 kg lên 70 kg.

Nhìn chung tính năng của SA-6 sau khi nâng cấp theo tiêu chuẩn trên đạt khả năng tương đương với hệ thống tên lửa Buk-M1.

## Các quốc gia sử dụng

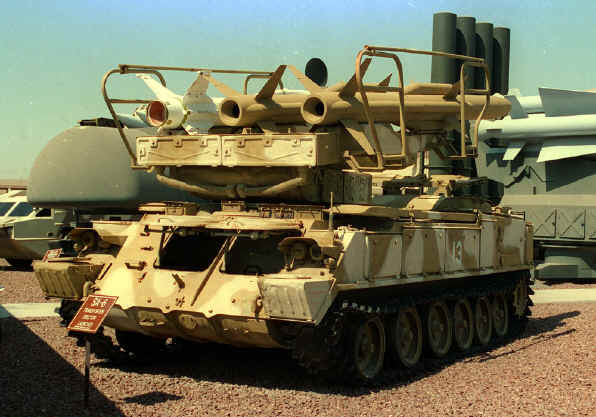
3M9 TEL sơn ngụy trang.

- Nga – hiện chỉ còn hệ thống giả mục tiêu huấn luyện tên lửa IVC 3M20M3 Peniye[18][19]
- Armenia
- Algérie
- Croatia
- Bulgaria
- Cuba
- Cộng hòa Séc
- Ai Cập
- Hungary
- Ấn Độ
- Iran - Nga chuyển 8 hệ thống SA-6 cho Iran năm 1995/1996.
- Libya
- Myanmar
- Mozambique
- CHDCND Triều Tiên – [20]
- Ba Lan
- România
- Slovakia
- Serbia
- Syria
- Việt Nam [21].

### Các quốc gia không còn sử dụng
- Tiệp Khắc
- Iraq
- Liên Xô
- Nam Tư

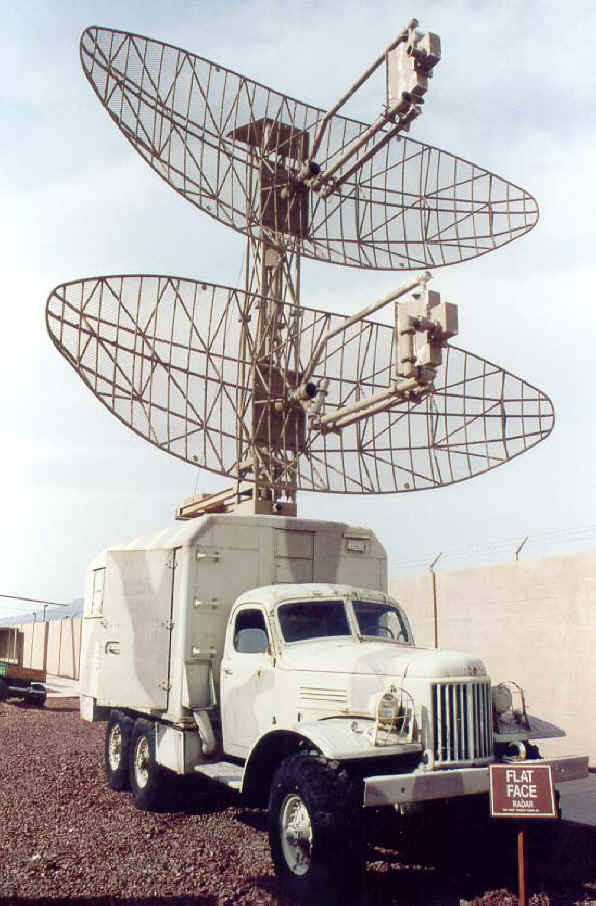
Đài radar cảnh báo sớm P-15 "Flat Face".
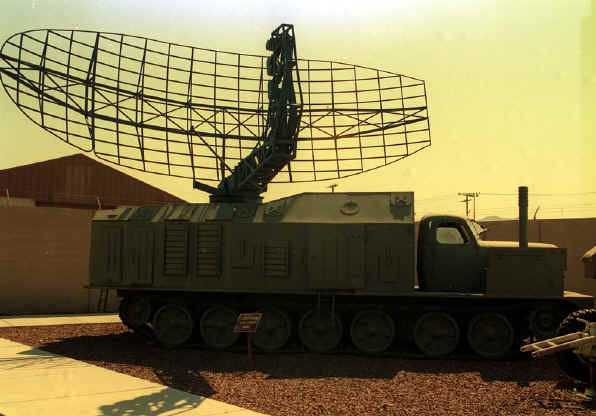
Đài radar cảnh báo sớm P-40 "Long Track".
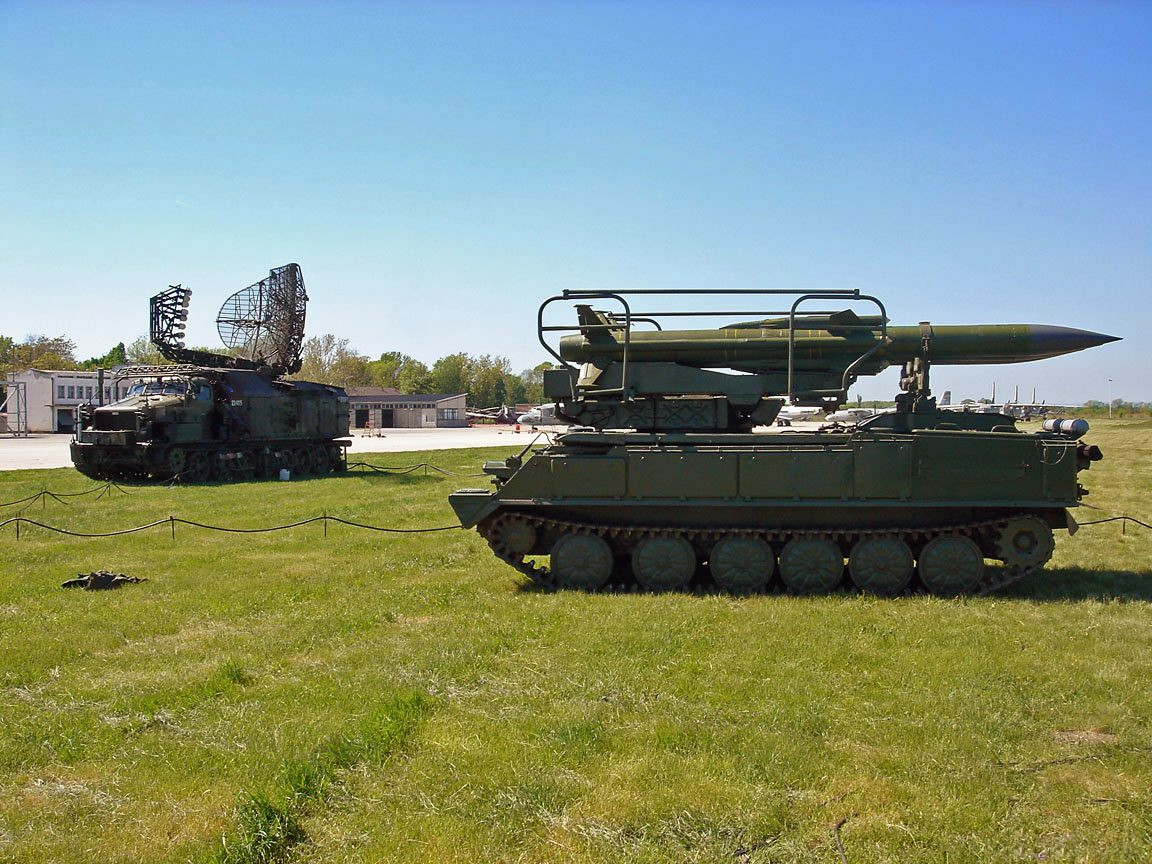
Xe phóng và xe radar thuộc hệ thống Kub của Trung đoàn tên lửa phòng không 250.